# Chasseurs à cheval de la Garde impériale (Second Empire)
Le régiment des chasseurs à cheval de la Garde impériale est une unité de cavalerie française du Second Empire faisant partie de la Garde impériale. Mise sur pied en 1855 à Compiègne par des éléments mixtes de la cavalerie légère et des chasseurs d'Afrique, ses derniers escadrons sont versés en février 1871 dans la cavalerie de la ligne. 
Le corps se distingue en Italie au cours des batailles de Magenta et de Solférino. Ces premiers faits d'armes sont aussi les derniers puisque les chasseurs à cheval de la Garde ne prennent aucune part à la guerre franco-prussienne de 1870. Au mois de février 1871, le régiment est fusionné avec le 13e régiment de chasseurs à cheval. L'uniforme à dominante verte — couleur traditionnelle des chasseurs à cheval — comprend une coiffure en peau noire, un habit et un pantalon garance à fausses bottes.

## Historique

### Organisation

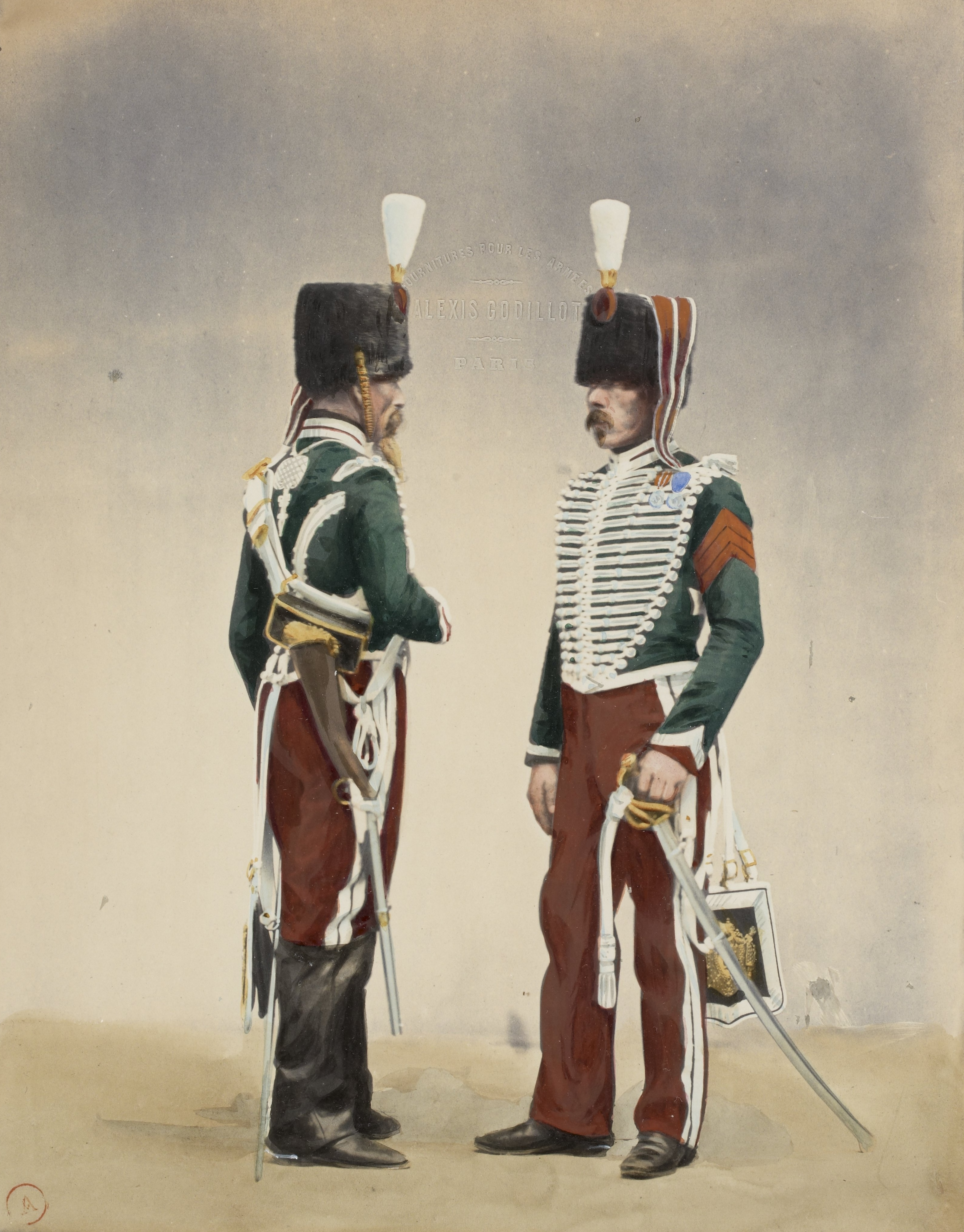
Chasseurs à cheval de la Garde impériale en tenues de service et de ville. Planche 16 de l’Album photographique des uniformes de l'armée française par Louise Laffon, 1866.

En 1854, deux ans après l'avènement du Second Empire, Napoléon III rétablit la Garde impériale, corps militaire d'élite attaché à sa personne. Cette dernière reprend ainsi les traditions de la première Garde impériale, formée en 1804 par Napoléon Ier et dissoute en 1815. La cavalerie de la Garde, forte à l'origine de deux régiments — cuirassiers et guides — s'étoffe au fur et à mesure d'unités nouvelles. Le 20 décembre 1855, un décret impérial instaure la création de quatre régiments de cavalerie supplémentaires : parmi eux, celui des chasseurs à cheval de la Garde impériale. 
Au mois d'avril 1856, le projet se concrétise. Pour les chasseurs à cheval de la Garde, l'organisation se fait de façon éparse. Le nouveau corps doit en effet être formé principalement à partir des éléments du 4e régiment de chasseurs d'Afrique récemment dissous. À l'époque de sa disparition, ce régiment se trouve en Crimée et c'est donc là-bas que s'effectue la mise sur pied des quatre premiers escadrons. Dans le même temps, les deux autres escadrons s'organisent en Algérie, le 5e à Mostaganem et Constantine et le 6e à Alger. Des détachements fournis par les trois autres régiments de chasseurs d'Afrique ainsi que par les 1er et 4e régiments de hussards complètent les effectifs. Vers le milieu de l'année 1856, les escadrons en provenance de Crimée et d'Algérie se réunissent au dépôt de Compiègne, où Napoléon III les passent en revue le 7 novembre. Le régiment compte six escadrons pour un total de 1 393 officiers, sous-officiers et soldats. 
Désormais au complet, les chasseurs à cheval de la Garde sont placés sous les ordres du colonel Adolphe Charles de Cauvigny, qui cède son poste en 1863 à Aristide de Gondrecourt. Ce dernier dirige le régiment pendant quatre ans. Son successeur, Alexandre Ernest Michel, est promu général de brigade en 1870 et mène la charge des cuirassiers français à la bataille de Reichshoffen. Le dernier commandant des chasseurs est le colonel de Montarby qui remplace Michel à la tête du corps en 1868.
Sous le Second Empire, la vie du régiment est marquée par le changement fréquent de garnisons : Saint-Germain-en-Laye, Paris, Melun, Fontainebleau, Compiègne… Pendant la guerre contre la Prusse en 1870, l'escadron de dépôt des chasseurs à cheval de la Garde renforce le 1er régiment de marche mixte de cavalerie ; un autre escadron concourt quant à lui à la formation du 1er régiment de marche mixte sous les ordres du lieutenant-colonel Leroy de Lanauze. Le corps des chasseurs est officiellement dissous le 25 octobre 1870 et prend alors le nom de Régiment de chasseurs de l'ex-Garde. C'est sous cette dénomination qu'il survit jusqu'au 4 février 1871, date à laquelle ses éléments sont versés au 13e régiment de chasseurs à cheval.

### Campagnes et batailles
En avril 1859, la France et le royaume de Piémont-Sardaigne déclarent la guerre à l'Autriche : c'est le début de la campagne d'Italie. Le 4 mai, la cavalerie de la Garde est acheminée en train jusqu'à Marseille où elle se réunit sous les ordres du général de division Louis-Michel Morris. Avec les guides, les chasseurs à cheval forment la 3e brigade sous les ordres du général Cassaignoles. Le 8, ordre est donné à la division de cavalerie de la Garde de se diriger vers l'Italie. Placés en tête de la colonne, les chasseurs arrivent à Gênes le 24 mai puis à Alexandrie le 28, tandis que le 1er escadron du régiment est mis à la disposition du grand quartier-général.